# Fuhrmann Fahrzeuge
Die Fuhrmann Fahrzeuge Ges. m. b. H. ist ein österreichischer Nutzfahrzeug- und Landmaschinenhersteller mit Sitz in Steinebrunn im nördlichen Weinviertel und in Valtice in Südmähren. Das Unternehmen betreibt das größte Profilierwerk für Stahlbordwände in Europa.

## Geschichte
Die Eigentümerfamilie Fuhrmann blickt auf eine Schmiedemeistertradition bis ins 17. Jahrhundert zurück. Matthias Fuhrmann (1722–1795) übernimmt eine Schmiede in Drasenhofen, sein Urenkel Ignaz Fuhrmann verlegt 1856 den Betrieb nach Steinebrunn. Nach der Jahrhundertwende beginnt der Bau luftbereifter Pferdewagen, gefolgt von ersten Anhänger für Traktoren. 1976 wurde unter der Leitung der Brüder Franz und Erich Fuhrmann begonnen, statt Holzaufbauten eigene Stahlbordwände zu produzieren. Das Unternehmen ist nach wie vor in Familienbesitz und wird heute von Erich Fuhrmann und Elfriede Fuhrmann geleitet, am heutigen Sitz in Steinebrunn in vierter Generation.

## Produkte
Schwerpunkt der Produktion ist die Herstellung von Agraranhängern und die Produktion von Stahlbordwänden zum Seitenaufbau von Kippbrücken. Im Profilwerk in Steinebrunn entstehen jährlich rund 600 Kilometer an Bordwänden, die weltweit in über 20 Länder exportiert werden. Aus Staholcoils werden mittels kegelförmiger Walzen an die 70 verschiedene Profilformen hergestellt. Fuhrmann betreibt das größte Profilierwerk für Bordwände in Europa. Seit den 1970er Jahren betreibt das Unternehmen Stahl- und Hallenbau und produziert an die 200 Stahlkonstruktionen im Jahr mit einem Schwerpunkt auf Sonderkonstruktionen wie Schilderbrücken für Autobahnen. Weitere Schwerpunkte des Unternehmens liegen im Tank- und Behälterbau sowie der Herstellung von Baumaschinentechnik, letztere wird im 1992 gegründeten Schwesterwerk in Tschechien produziert.